# Andrésy (tổng)
Tổng Andrésy là một tổng ở tỉnh Yvelines trong vùng Île-de-France của Pháp.

## Hành chính
Tổng Andrésy có 3 xã:
- Andrésy: 12 485 dân, thủ phủ của tổng,
- Chanteloup-les-Vignes: 9 544 dân,
- Maurecourt: 3 493 dân.